# Фордорф
Фордорф (нім. Vordorf) — громада в Німеччині, розташована в землі Нижня Саксонія. Входить до складу району Гіфгорн. Складова частина об'єднання громад Папентайх.
Площа — 19,26 км2. Населення становить 3099 ос. (станом на 31 грудня 2021).